# Ghita Hempel
Ghita Johanne Hempel (født 5. januar 1899 i Vinderød, død 24. marts 1948) var en dansk maler. Hun var datter af malerne Laurits Andersen Ring og Sigrid Ring, og dermed var søster til Ole Ring og Anders Ring. Familien boede i L.A. Rings Villa i Roskilde fra 1914.
Efter en kunstforberedende uddannelse under Viggo Brandt gik hun på Det Kongelige Danske Kunstakademi fra september 1917 til 1919. Hun var også repræsenteret på Charlottenborgs Forårsudstilling 1921-22, 1926 og 1928. Hun var også repræsenteret på Kunstnernes Efterårsudstilling i 1929 og på en udstilling med danske kunstnerfamilier (Danske kunstnerslægter) på Charlottenborg i 1952. Kunsthandleren Christian Larsen arrangerede en særudstilling med sine værker ved siden af værker i sølv og guld af hendes bror Anders Ring i København i 1925. Hendes værker blev også vist på en særudstilling i Messens Kunstkælder i 1934.
23. juni 1925 blev hun gift med maleren Hans Peter Vilhelm Hempel. Hun opgav helt at male i begyndelsen af 1940'erne. Hun døde om bord på et skib på vej til Brasilien i 1948. Hun er begravet i Pernambuco.